# Fell in Love with a Girl
Fell in Love with a Girl is een single van de rockband The White Stripes geschreven en geproduceerd door Jack White voor het derde studioalbum van de band, White Blood Cells uit 2001.

## Geschiedenis
Het nummer werd als de tweede single voor het album uitgebracht in 2002. Het haalde de 21ste plek in de hitlijsten in Amerika en Engeland. In 2003 maakte Joss Stone een cover van het nummer, getiteld Fell in Love with a Boy. Jennifer Lawrence en Bradley Cooper dansen op het nummer in in de film Siver Linings Playbook.

## Afspeellijst

### Cd-single
1. "Fell in Love with a Girl"
2. "Let's Shake Hands"
3. "Lafayette Blues"

### Cd-single (Britse versie, deel 2)
1. "Fell in Love with a Girl"
2. "Lovesick" (live in Londen, 6 december 2001)
3. "I Just Don't Know What to Do with Myself" (live bij BBC Radio 1)

## Versie van Joss Stone
De versie van Joss Stone werd in 2003 uitgebracht als de eerste single van haar debuutalbum The Soul Sessions.

### Britse cd-single
1. "Fell in Love with a Boy" (radioversie)
2. "Victim of a Foolish Heart" (live bij Ronnie Scott's, Londen, 25 november 2003